# Diecéze Augustopolis ve Frýgii
Diecéze Augustopolis ve Frýgii je titulární diecéze římskokatolické církve.

## Historie
Augustopolis ve Frýgii, indetifikovatelný s Surmene v dnešním Turecku, je starobylé biskupské sídlo nacházející se v římské provincii Frýgie. Bylo součástí Konstantinopolského patriarchátu a sufragánnou Arcidiecéze Synnada ve Frýgii.
Známe čtyři biskupy této diecéze. Filicadus který se podepsal formuli víry Acacia z Caesarei na synodu v Seleucii v Isaurii roku 359. Diogenes který se zúčastnil roku 553 Druhého konstantinopolského koncilu. Nicetas byl jedním z otců Druhého nikajkého koncilu konaném roku 787. Nakonec Constantinus zúčastněný roku 869 antifotianského koncilu.
Dnes je využívána jako titulární biskupské sídlo; v současnosti je bez titulárního biskupa.

## Seznam biskupů
- Filicadus (zmíněn roku 359)
- Diogenes (zmíněn roku 553)
- Nicetas (zmíněn roku 787)
- Constantinus (zmíněn roku 869)

## Seznam titulárních biskupů
Tento seznam může obsahovat biskupy Augustopolis v Palestině, protože zdroje nejsou přesné.
- 1446 - ? Jean, O.F.M.
- 1452 - ? Nicola de Rochis de Musciolo, O.S.B.Vall.
- 1516 - ? Martin
- 1521 - 1550 Johann Laymann
- 1598 - 1620 Eucharius Sang
- 1613 - 1615 François de Harlay de Champvallon
- 1616 - 1627 Balthazar de Budos
- 1618 - 1624 Guy Hurault de l'Hospital
- 1622 - 1635 Jodok Wagenhauer
- 1636 - 1652 Pierre de Bertier
- 1644 - 1646 Ferdinand de Neuville
- 1649 - ? Pierre de Bedacier, O.S.B.
- 1689 - 1695 István Káda
- 1767 - 1774 Maria Romedius von Sarnthein
- 1802 - 1815 Alfonso Aguado y Jaraba
- 1819 - 1827 Patrick Burke
- 1834 - 1839 Francesco Canali
- 1839 - 1849 José Hilarión Etrura Cevallos, O.P.
- 1854 - 1872 Atanasio Eduardo Zuber, O.F.M.Cap.
- 1883 - 1890 Ramón María de San José Moreno y Castañeda, O.Carm.
- 1895 - 1908 Ruggero Catizone
- 1908 - 1941 Joseph-Marie-Désiré Guiot, S.M.M.
- 1942 - 1959 Antun Akšamović
- 1959 - 1966 Marius-Félix-Antoine Maziers
- 1966 - 1968 Justin Abraham Najmy, B.A.